# Daniel Xavier
Daniel Rezende Xavier (Belo Horizonte, 31 de agosto de 1982) é um arqueiro brasileiro, medalhista pan-americano.

## Carreira

### Londres 2012
Daniel Xavier representou o Brasil nos Jogos Olímpicos em 2012 ficando em 33º no individual.

### Pan 2011 e 2015
Em Jogos Pan-Americanos participou em 2011 e 2015, ganhando a medalha de bronze por equipes em 2015, Marcus Vinicius D'Almeida e Bernardo Oliveira.

### Rio 2016
Daniel fez parte da equipe brasileira nas Olimpíadas de 2016 que perdeu na primeira rodada para a China no Tiro com arco nos Jogos Olímpicos de Verão de 2016 - Equipes masculinas, ao lado de Bernardo Oliveira e Marcus Vinicius D'Almeida.
Em simples perdeu na primeira rodada, para o favorito sul-coreano Lee Seung-yun, por 2-6.